# 趙繼鼎 (崇禎進士)
赵继鼎（1597年—1673年），字取新，号止安，直隶武进县（今江苏省常州市武进区）人。明末政治人物。

## 生平
崇祯九年（1636年）丙子科應天府鄉試舉人，崇祯十三年（1640年）庚辰科进士。吏部观政，任湖广公安县知县，为官不苟取，拒贿赂，有廉吏之誉，升兵部主事。因父丧归里。
入清后，遗世远举，缁衣访道，渡江而北，变更姓名，以推命、卖卜、课徒为业。顺治九年（1652年），返归故里，抑郁成疾，自称“江南老教书”。

## 家族
子赵申乔。